# Nanjangozaur
Nanjangozaur (Nanyangosaurus zhugeii) – roślinożerny dinozaur z nadrodziny hadrozauroidów (Hadrosauroidea).
Żył w okresie wczesnej kredy na terenach wschodniej Azji. Jego szczątki znaleziono w Chinach. Został opisany przez Xu, Zhao, Lu, Huang, Li i Donga w 2000 r.
Początkowo zaliczano nanjangozaura jedynie do iguanodonów, ewentualnie do nadrodziny Hadrosauroidea. Obecnie uznaje się, że jest on bazalnym przedstawicielem rodziny Hadrosauridae.